# Мирний долар
Мирний долар (англ. Peace dollar) — крупна срібна монета США номіналом в один долар, що карбувалася у 1921—1928 і 1934—1935 роках. Завдяки напису «PEACE» на реверсі — монета отримала назву «Мирного» долара. Спочатку планувалося викарбувати пам'ятну монету на честь закінчення Першої світової війни.

## Історія
У 1918 році асоціація нумізматів США звернулася з листом до уряду, призиваючи випустити пам'ятну монету на честь закінчення Першої світової війни.
Був оголошений конкурс, в якому взяло участь 9 осіб. В результаті Антоніо де Франчізі було доручено створити зображення майбутньої монети. Ця монета також замінила долар Моргана, який знаходився в обігу з 1878 року.
У 1965 році було викарбувано партію в 300.000 екземплярів цієї монети з датою «1964», проте у обіг ця партія не потрапила і була переплавлена.

## Опис
Аверс та реверс розроблені італійсько-американським скульптуром Антоніо де Франчезі, який брав участь у розробці багатьох монет і медалей США.
- Аверс: зображення голови Свободи, моделлю для створення послужила дружина Антоніо де Франчезі — Тереза. Вгорі монети знаходиться напис «LIBERTY» (укр. «Свобода»), нижче середини — напис «IN GOD WE TRVST» («У Бога ми віруємо») фраза містить латинську V замість латинської U, внизу рік карбування.
- Реверс: — вгорі назва країни, напис «E PLURIBUS UNUM» (укр. «У безлічі єдині»), зображення білоголового орлана — геральдичного символу американської державності, що сидить на скелі, на тлі променів сонця і тримає в пазурах оливкову гілку — символ миру і напису внизу "PEACE" (укр. «Мир»), що послужив назвою монети.

## Карбування
Монета карбувалася на монетних дворах Філадельфії, Денвера і Сан-Франциско. Позначення монетного двору (D — для Денвера, S — для Сан-Франциско) знаходиться на реверсі монети під позначенням номіналу «ONE». Монети випущені у Філадельфії не мають відповідної букви.

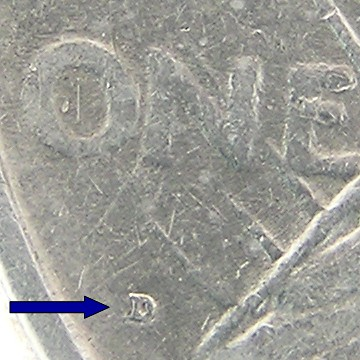
Позначення монетного двору на "Мирному" доларі

У таблиці показани тиражі «Мирного» долара по трьох монетних дворах США: 
| Рік    | Філадельфія | Денвер     | Сан-Франциско |
| ------ | ----------- | ---------- | ------------- |
| 1921   | 1,006,473   |            |               |
| 1922   | 51,737,000  | 15,063,000 | 17,475,000    |
| 1923   | 30,800,000  | 6,811,000  | 19,020,000    |
| 1924   | 11,811,000  |            | 1,728,000     |
| 1925   | 10,198,000  |            | 1,610,000     |
| 1926   | 1,939,000   | 2,348,700  | 6,980,000     |
| 1927   | 848,000     | 1,268,900  | 866,000       |
| 1928   | 360,649     |            | 1,632,000     |
| 1934   | 954,057     | 1,569,500  | 1,011,000     |
| 1935   | 1,576,000   |            | 1,964,000     |
| Усього | 111,230,179 | 27,061,100 | 52,286,000    |